# 開爾文斷崖

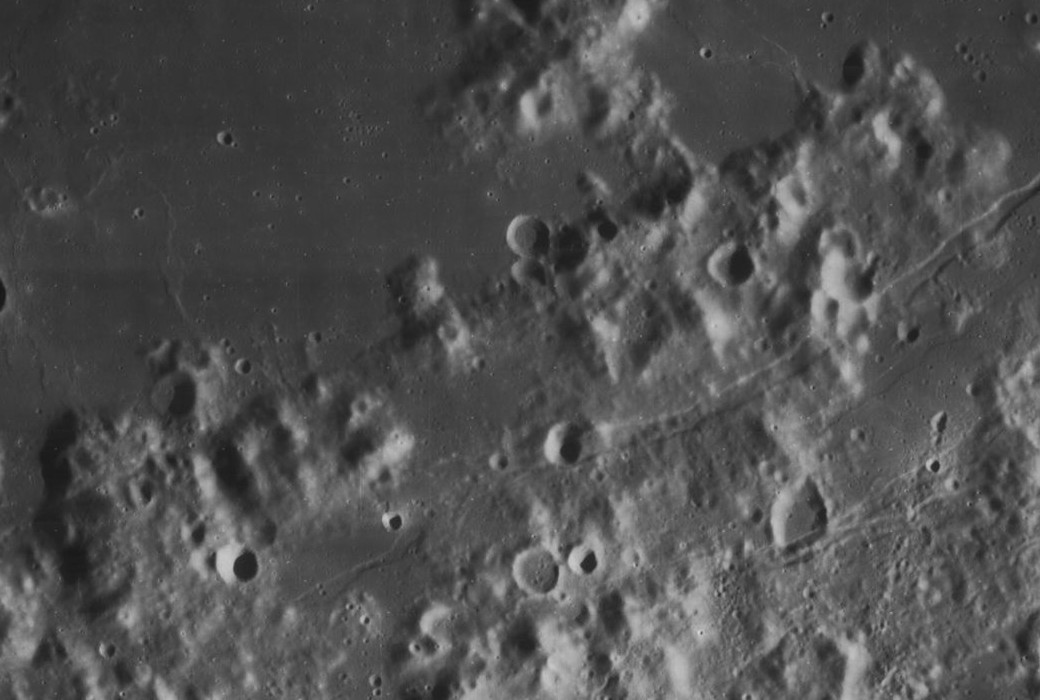
开尔文断崖(照片中间的斜线)，开尔文开普岬约位于图中顶部。

开尔文断崖(Rupes Kelvin)是月球正面湿海东南边缘开尔文岬 (以它得名)附近的一条断崖。其高度约150公里，中心月面座标为南纬27.3°S、西经33.1°(27°18′S 33°06′W / 27.3°S 33.1°W)。
山峰附近有一条分布广阔的"西帕路斯月溪"(Rimae Hippalus)。

## 请参阅
- Rükl, Antonín. . . Praha: Aventinum. 1991: 130/52. ISBN 80-85277-10-7.

## 相关文章
- 月球表面特征列表